# باتريشيا أليسون
باتريشيا أليسون (بالإنجليزية: Patricia Allison)‏ هي ممثلة بريطانية، ولدت في ديسمبر 1994 في لندن في المملكة المتحدة.

## أعمال

### مسلسلات
- التربية الجنسية

## وصلات خارجية
- باتريشيا أليسون على موقع IMDb (الإنجليزية)
- باتريشيا أليسون على موقع قاعدة بيانات الفيلم (الإنجليزية)